# Trioza tatrensis
Trioza tatrensis är en insektsart som beskrevs av Jan Klimaszewski 1965. Trioza tatrensis ingår i släktet Trioza och familjen spetsbladloppor. Arten är reproducerande i Sverige. Inga underarter finns listade i Catalogue of Life.